# Jim Douglas
James H. "Jim" Douglas (født 21. juni 1951) er en amerikansk politiker for det republikanske parti. Han var den 80. guvernør i delstaten Vermont i perioden 2003 til 2011, hvor han blev afløst af demokraten Peter Shumlin.